# 川藏野青茅
川藏野青茅（学名：Deyeuxia pulchella var. laxa）为禾本科野青茅属下的一个变种。

## 扩展阅读
- 維基物種上的相關：川藏野青茅